# Vesela Dolyna
Vesela Dolyna  (ucraniano: Весела Долина) es un pueblo del Raión de Bolhrad en el Óblast de Odesa de Ucrania. Según el censo de 2001, tiene una población de 1206 habitantes.